# Królu złoty
Królu złoty – album studyjny polskiego rapera Bonsona. Wydawnictwo ukazało się 27 marca 2020 nakładem wytwórni muzycznej Def Jam Recordings w dystrybucji Universal Music Polska.
Pod względem muzycznym płyta łączy w sobie przede wszystkim hip-hop.
Album zadebiutował na 2. miejscu polskiej listy sprzedaży – OLiS.

## Lista utworów
Opracowano na podstawie materiału źródłowego.
1. „Najlepsze rzeczy” – 3:09
2. „Nikt tu” (gościnnie: Dj Te) – 3:15
3. „Zepsuty” – 3:14
4. „Szminka na szkle” – 4:06
5. „Bracie mój” (gościnnie: Szpaku, Deys) – 4:02
6. „Mama tried her best” (gościnnie: Tymek) – 3:39
7. „Mała lady punk” – 2:32
8. „Złap mnie” – 2:59
9. „Vibe killer” (gościnnie: Skip) – 4:18
10. „Aha” – 2:55
11. „Noc polarna” (gościnnie: Roma) – 3:39

## Pozycja na liście sprzedaży
| Kraj   | Lista         | Najwyższa pozycja |
| ------ | ------------- | ----------------- |
| Polska | OLiS – albumy | 2                 |